# Grønlandssæl
Grønlandssæl (Pagophilus groenlandicus) er en ægte sæl hjemmehørende i det nordligste Atlanterhav og tilstødende dele af Ishavet. Arten grupperes nu i slægten Pagophilus (der betyder den iselskende), men har tidligere været anbragt i slægten Phoca, sammen med bl.a. spættet sæl og ringsæl.

## Beskrivelse
Grønlandssæl er en middelstor ægte sæl 1.7 til 2.0 m lang som voksen og vejer fra 140 til 190 kg. Pelsen er sølvgrå med en meget karakteristisk sort V-formet saddelaftegning hen over ryggen og en sort ansigtsmaske. Han og hun er næsten ens. Ungerne bliver født med en gullighvid lanugo-pels. Efter ca. 3 dage bliver pelsen helt hvid og forbliver hvid de næste ca. 12 dage, hvorefter den fældes og den korthårede voksne pels fremkommer.